# Breganze
Breganze là một đô thị tại tỉnh Vicenza ở vùng Veneto, Ý.